# Władysław Zawistowski (pisarz)
Władysław Zawistowski (ur. 11 czerwca 1954 w Gdańsku) – polski poeta, dramaturg, krytyk literacki i teatralny, tłumacz, wydawca, wykładowca creative writing na Uniwersytecie Gdańskim, pracownik administracji kultury.

## Życiorys
Rodzina W. Zawistowskiego pochodziła z Wilna. Urodził się jako syn Stanisława Zawistowskiego (1919-1990), profesora nauk medycznych, żołnierza Armii Krajowej, więźnia łagrów radzieckich, i Heleny, z d. Hajdukiewicz (1922-2021), doktor nauk medycznych i pisarki.
Absolwent I Liceum Ogólnokształcącego im. Mikołaja Kopernika w Gdańsku oraz filologii polskiej Uniwersytetu Gdańskiego. W drugiej połowie lat 70. związany był z formacją poetycką Nowa Prywatność jako członek grupy Wspólność. Wieloletni kierownik literacki „Teatru Wybrzeże” (1977–1991). Od 1993 do 1996 prezes Oddziału Gdańskiego Stowarzyszenia Pisarzy Polskich.
Napisał szereg książek poetyckich, sztuk teatralnych i powieści. Jego teksty krytyczne i publicystyczne drukowane były m.in. w „Gazecie Wyborczej”, „Życiu Warszawy”, „Polityce”, „Dialogu”, „Teatrze”, „Życiu literackim”, „Literaturze”, „Odrze”, „Punkcie”, „Autografie”, „Tytule”, „Toposie” i wielu innych czasopismach.
Wspólnie z Jerzym Limonem przełożył dwa dramaty Szekspira, Troilusa i Kresydę (1990) i Antoniusza i Kleopatrę (1992), oraz utwory innych pisarzy elżbietańskich (Middleton, Philip Massinger, Chettle). Razem również założyli Fundację Theatrum Gedanense, którą kierują i organizują między innymi Gdański Festiwal Szekspirowski.
Sztuki teatralne i przekłady Zawistowskiego były grane na scenach Teatru „Wybrzeże” w Gdańsku, Teatru Kameralnego w Sopocie, Teatru Współczesnego w Szczecinie, Teatru Polskiego w Szczecinie, Teatru im. Słowackiego w Krakowie, Teatru Nowego w Poznaniu, Teatru Nowego w Łodzi, a także w teatrze TVP, w reżyserii m.in. Izabelli Cywińskiej, Krzysztofa Babickiego, Mikołaja Grabowskiego, Tadeusza Nyczka, Ryszarda Majora, Marka Okopińskiego.
Wspólnie z Anną Czekanowicz był również autorem serialu rzeki Radia Gdańsk Ulica Kwietna (1996–1998), a także, już samodzielnie, innych słuchowisk radiowych i programów telewizyjnych.
Pełni funkcję dyrektora Departamentu Kultury w Urzędzie Marszałkowskim Województwa Pomorskiego. Zasiadał w radzie Muzeum Gdańska (kadencja 2018–2021).
Został uwieczniony w roli jednego z apostołów na obrazie Ostatnia Wieczerza Macieja Świeszewskiego.

## Nagrody
- Laureat Nagrody Miasta Gdańska w Dziedzinie Kultury „Splendor Gedanensis” (za 2004)[9]